# Centrale thermique d'Inverkip
La centrale thermique d'Inverkip est une centrale thermique, située à Inverkip, dans le council area d'Inverclyde en Écosse. Elle a arrêté de fonctionner en 1988 et a été démolie à partir de 2010.
Sa cheminée, haute de 236 mètres et constituée de 1,4 million de briques, a été détruite le 28 juillet 2013. Elle était le bâtiment écossais le plus élevé.